# Dansk-somaliere
Dansk-somaliere eller somalisk-danskere er betegnelsen for indvandrere til Danmark fra Somalia samt deres efterkommere, der er født i Danmark. I alt tæller gruppen som opgjort af Danmarks Statistik i 2020 ca. 21.000 personer. De fleste somaliske indvandrere kom til Danmark som flygtninge eller familiesammenførte i perioden fra midten af 1990'erne til 2004.

## Demografi
1. januar 2020 boede der 21.072 indvandrere og efterkommere som defineret af Danmarks Statistik med somalisk baggrund i Danmark. Heraf var 11.282 indvandrere og 9.790 efterkommere. Det udgjorde dermed den 11.-største befolkningsgruppe i Danmark rangordnet efter oprindelsesland. Indvandrerne er primært personer, der flygtede eller blev familiesammenført til Danmark fra midten af 1990’erne og frem til 2004, mens deres efterkommere er født i Danmark. Befolkningsgruppen har bosat sig i alle dele af landet med en overvægt i provinsen, især i Aarhus, Odense, Aalborg og Esbjerg.

## Dansk-somaliernes integration
Dansk-somalierne er en af de indvandrergrupper, der er mindst velintegrerede i samfundet. Målt på flere forskellige parametre klarer dansk-somaliere sig mindre godt end en række andre ikke-vestlige indvandrergrupper og oplever også diskrimination fra andre indvandrergruppers side. Lektor Brian Arly Jacobsen fra Københavns Universitet har som forklaring peget på, at somalierne er en relativt ny indvandrergruppe i Danmark, og at levevis, uddannelsesniveau og bosætningsmønstre i oprindelseslandet Somalia er længere fra de danske traditioner end mange andre indvandringslande. I 1997 advarede den svenske antropolog Sture Normark i et interview i dagbladet Information mod at opfatte somalierne som en homogen gruppe, idet samfundet i Somalia var meget fragmenteret, og tilhørsforholdet til den enkelte klan var afgørende for tilværelsen. “Somaliere er stolte folk og de kan ikke bankes på plads med hårde ord om, at sådan er systemet nu engang i Danmark. "Tværtimod," siger Sture Nordmark, der er præst og antropolog ved det svenske Life & Peace Institute i Uppsala. Somalierne bliver ligeså stædige som vi gør, når de ikke behandles med respekt for deres baggrund. Og den, siger han, er grundlæggende anderledes end alle andre folkeslag”. Han mente, at hvis man undervurderede klankulturens betydning, ville forsøg på såvel integration som hjemsendelse slå fejl. Han mente dog også, at de somaliske grupper i Sverige og Danmark langsomt var ved at vænne sig til forholdene i de nye samfund, men at det var en langsommelig proces.
Efter 2010 har der været en kraftig stigning især blandt de unge dansk-somaliere, der er født fra 1990'erne og frem, med hensyn til andelen, der er i uddannelse eller job, sådan at gruppen haler ind på resten af befolkningen på centrale integrationsområder. Således var 73 % af de 20-24-årige indvandrere fra Somalia enten i arbejde eller under uddannelse i 2019, hvor det tilsvarende tal for 2015 var 60 %.

### Beskæftigelsesgrad
Somalierne er blandt de etniske grupper i Danmark, der har den laveste beskæftigelsesgrad. I 2018 var kun 38 % af de 30-64-årige somaliere i Danmark (44 % af mændene og 31 % af kvinderne) i beskæftigelse. Det var den laveste beskæftigelsesgrad blandt de 35 opgjorte indvandrergrupper. For personer af dansk oprindelse var det tilsvarende tal 82 % (84 % for mænd og 79 % for kvinder). Forskellen i beskæftigelsen er dog blevet mindre i de senere år. I 2014 var dansk-somaliernes beskæftigelsesfrekvens således kun 26 % (31 % for mændene og 21 % for kvinderne) mod 79 % for personer af dansk oprindelse.
Ifølge en analyse fra Dansk Industri er beskæftigelsesgraden blandt somaliske indvandrere (20–64 år) steget markant fra 2012 til 2022 – en stigning på hele 22 procentpoint, hvilket bringer den op på 51 % ved udgangen af 2022.

### Khat
I Odense anførte en gruppe somaliere i 2004, at en af årsagerne til den dårlige integration skyldes brugen af den euforiserende plante khat blandt somaliske mænd. En undersøgelse foretaget af Sundhedsstyrelsen i 2009 viste, at ca. 35 % af de deltagende dansk-somaliere tyggede khat ind imellem. Blandt de unge var der dog meget få, der brugte rusmidlet. 64 % af alle de adspurgte dansk-somaliere støttede det danske forbud mod khat. I 2017 viste en undersøgelse af dansk-somaliernes sundhedstilstand, at misbruget af khat var faldet betydeligt, mens befolkningsgruppen til gengæld havde fået flere typiske danske livsstilssygdomme.

### Lokalpolitik
Ved kommunalvalget 2021 blev fem dansk-somaliere valgt ind i kommunalbestyrelserne i de danske kommuner.

### Debat
Forskeren Brian Arly Jacobsen, Københavns Universitet, fortalte i 2018, at der var et generationsopgør i gang flere steder i det dansk-somaliske miljø, hvor den yngre generation var i gang med en frigørelsesproces, og de traditionelle somaliske familiestrukturer dermed efter hans opfattelse var under forandring. Baggrunden var en del medieomtale, bl.a. i kølvandet på en kronik af den 35-årige dansk-somaliske tolk og forfatter Sofie Jama om dansk-somaliernes stilling og oplevelsen af at være dansk og udansk på samme tid. Omtrent samtidig omtalte medierne en række især unge dansk-somalieres Facebook-kampagne "SomaliskBerigelse", hvor de uploadede billeder af sig selv med oplysninger om deres uddannelse og arbejde for at vise befolkningsgruppens mangfoldighed som en modvægt til det traditionelle billede.

### Mediegruppen for Somaliere og Somalisk Award Show
I 2016 blev Mediegruppen for somaliere stiftet af en gruppe yngre dansk-somaliere, der var utilfredse med den måde, dansk-somaliere blev præsenteret i medierne. I 2020 tog gruppen initiativ til Somalisk Award Show, en årlig begivenhed, hvor dansk-somaliere, der har gjort en særlig indsats i løbet af året, bliver fejret. Initiativet var inspireret af den internationale tilbagevendende begivenhed International Somali Awards. I 2021 samlede det danske show omkring 100 især unge dansksomaliere fra hele landet i Odense.

## Religion
Langt de fleste somaliere er sunnimuslimer. I 2019 var der 21 primært somaliske moskeer i Danmark, hvilket gør det somaliske moskemiljø til det tredjestørste i landet efter det tyrkiske og det arabiske moskemiljø. Det dansk-pakistanske moskemiljø var dog omtrent lige så stort. Udover de primært somaliske moskeer kommer der også mange muslimer med dansk-somalisk baggrund i en del af de primært arabiske moskeer. Aarhus og Odense fremstår som de to væsentligste byer i det dansk-somaliske moskemiljø. En del dansk-somaliere fra hele Jylland tager regelmæssigt til Aarhus for at deltage i religiøse eller kulturelle arrangementer.

## Kendte somalisk-danskere
- Kamal  ( Kamal Hassan ) -  Podcastvært og skuespiller [19][20]
- Omar nr1 bandit ( Omar Kvadrani ) - rapper, sanger [21]
- skinz ( Mohamed Ahmed Abdulkadir) - sanger
- Jamaika ( Sharmarke Omar Ali ) - Rapper
- Nasib Farah - filminstruktør
- Mahamad Habane - standupkomiker[22]
- Sofie Jama - forfatter og debattør
- Amina Elmi - forfatter
- Ahmed Dualeh - politiker, tidligere eksilleder i Jubaland[23][24][25][26]
- Abdirahman Mohamud Iidle - lærer, debattør, medlem af Rådet for Etniske Minoriteter
- Abdi Hakin Ulad - atlet, OL-deltager og Danmarksmester i forskellige discipliner indenfor løb
- Naji The Pilot - musikproducer [27]